# GSC149-2971
GSC149-2971 — хімічно пекулярна зоря спектрального класу A2, що має видиму зоряну величину в смузі V приблизно 11,5.